# Epipodisma pedemontana
Epipodisma pedemontana är en insektsart som först beskrevs av Brunner von Wattenwyl 1882.  Epipodisma pedemontana ingår i släktet Epipodisma och familjen gräshoppor.

## Underarter
Arten delas in i följande underarter:
- E. p. pedemontana
- E. p. waltheri